# Srednja Amerika
Srednja Amerika je podregija v srednjih zemljepisnih širinah med Severno in Južno Ameriko. Običajno vključuje Mehiko, sedem držav Srednje Amerike ter 13 otoških držav in 18 karibskih ozemelj. Skupaj s Severno Ameriko tvorijo celino Severna Amerika.
Kolumbija in Venezuela Južne Amerike sta včasih vključeni v to podregijo. Karibi so občasno izključeni iz te podregije, medtem ko so Bermudi in Gvajane redko vključeni.

## Geografija
Fiziografsko gledano Srednja Amerika označuje ozemeljski prehod med Severno Ameriko in Južno Ameriko, obe povezuje, a ločuje. Srednjeameriška celina na zahodu obsega zoženi, ožinski trakt ameriške kopenske mase med južnim Skalnim gorovjem v južnih Združenih državah in severno konico Andov v Kolumbiji, ki ločuje Tihi ocean na zahodu in Atlantski ocean (tj. Mehiški zaliv in Karibsko morje) na vzhodu, medtem ko Veliki in Mali Antili tvorijo otočni lok na vzhodu. Regija se je razvila subaerial južno od Severne Amerike kot kompleksen sistem vulkanskega loka v zgodnji kredi, ki je sčasoma oblikoval kopenski most v pliocenski dobi, ko je njen južni konec (v Panami) trčil v Južno Ameriko zaradi tektonskega delovanja.

## Države in ozemlja
Majhne otoške države so izključene. Portoriko je v poševnem tisku, ker ni neodvisen.
| Država                 | št. prebivalcev | Površina (km2) | Gostota na km2) | Glavno mesto      |
| ---------------------- | --------------- | -------------- | --------------- | ----------------- |
| Mehika                 | 127.575.529     | 1.943.945      | 65,6            | Ciudad de Mexico  |
| Gvatemala              | 17.581.472      | 107.158        | 164,1           | Gvatemala (mesto) |
| Kuba                   | 11.333.483      | 109.883        | 103,1           | Havana            |
| Haiti                  | 11.263.770      | 27.557         | 408,7           | Port-au-Prince    |
| Dominikanska republika | 10.738.958      | 48.329         | 222,2           | Santo Domingo     |
| Honduras               | 9.746.117       | 111.888        | 87,1            | Tegucigalpa       |
| Nikaragva              | 6.545.502       | 119.994        | 54,5            | Managua           |
| Salvador               | 6.453.553       | 20.720         | 311,5           | San Salvador      |
| Costa Rica             | 5.047.561       | 51.049         | 98,9            | San José          |
| Panama                 | 4.246.439       | 74.333         | 57,1            | Panama (mesto)    |
| Jamajka                | 2.948.279       | 10.831         | 272,2           | Kingston          |
| Portoriko              | 2.933.408       | 9104           | 322,2           | San Juan          |
| Belize                 | 390.353         | 22.805         | 17,1            | Belmopan          |
| Bahami                 | 389.482         | 9997           | 39,0            | Nassau            |
| Skupaj                 | 217.193.906     | 2.667.593      | 81,4            | –                 |

## Uporaba izraza Srednja Amerika kot sinonima
Občasno se izraz Srednja Amerika uporablja kot sinonim za Srednjo Ameriko (primerjaj s Srednjo Afriko in Srednjo Afriko). Izraz se redko uporablja kot sinonim za izraz Mezoamerika, ki se na splošno nanaša na starodavno kulturno regijo v Srednji Ameriki, ki se razteza približno od osrednje Mehike do severne Kostarike. Poleg tega se nekateri prebivalci regije (npr. Kostaričani in Nikaragovci) lahko imenujejo Mezoameričani ali Srednjeameričani, ne pa tudi Srednje Američani, kar se nanaša na določeno volilno enoto v Združenih državah.